# 메린현
메린현(베트남어: Huyện Mê Linh / 縣麊泠)은 베트남 하노이의 행정 구역이다. 예전엔 빈푹성에 속했다. 홍강 삼각주의 일부이며, 면적은 141,64km2이다.

## 역사
한나라가 남월을 멸망시킨 후 교지군 아래 메린 미령현(麊泠, 현 메린)이 설치되었다.
40년, 미령의 쯩 자매가 한나라에 반란을 일으켜, 미령현을 점령했지만, 이후 마원에 의해 평정되었다.
2008년 5월 29일, 빈푹성의 현에서 하노이의 현으로 변경되었다.

## 행정구역
메린현은 다음의 행정 단위로 구분된다.

### 시진 (thị trấ, 市鎭)
- 찌동 (Chi Đông, 支東)
- 꽝민 (Quang Minh, 光明)

### 사(xã, 社)
- 추판 (Chu Phan, 朱幡)
- 다이틴 (Đại Thịnh, 大盛)
- 호앙낌 (Hoàng Kim, 黃金)
- 낌호아 (Kim Hoa, 金華)
- 리엔막 (Liên Mạc, 蓮莫)
- 메린 (Mê Linh, 麊泠)
- 땀동 (Tam Đồng, 三銅)
- 탁다 (Thạch Đà, 石柁)
- 탄럼 (Thanh Lâm, 靑林)
- 티엔퐁 (Tiền Phong, 進豐)
- 티엔탕 (Tiến Thắng, 進勝)
- 띠엔틴 (Tiến Thịnh, 進盛)
- 짱비엣 (Tráng Việt, 壯越)
- 뚜럽 (Tự Lập, 自立)
- 반케 (Văn Khê, 雲溪)
- 반옌 (Vạn Yên, 萬安)

## 교통
- 현 중앙부를 국도 23호선이 통과한다.
- 현의 동쪽을 달리는 보반켓 거리(바쿠탄론 - 노이 바이 선)는 그대로 1km 정도 북쪽의 노이바이 국제공항에 취항하고 있으며, 공항과 하노이 도심을 연결하는 버스가 통행한다.